# Premijer liga Bosne i Hercegovine
Premijer Liga Bosne i Hercegovine är Bosnien och Hercegovinas högsta division i fotboll för herrlag.

## Historia
Efter kriget i Bosnien och Hercegovina så hade man en hel del problem med att organisera en gemensam fotbollsliga som skulle inkludera klubbar från hela landet. Många av lagen har en stark etnisk prägel och under de första åren (1995-1996) så var, enligt det nationella förbundet, den officiella bosnisk-hercegovinska ligan egentligen bara en liga som omfattade bosniakiska lag. Kroatiska och serbiska lag från Bosnien och Hercegovina valde att spela i sina egna regionala ligor. Detta började sakta men säkert att förändras i säsongen 1997/1998 då bosniakiska och kroatiska klubbar gick samman och organiserade ett gemensamt slutspel, där de bästa klubbarna från de respektive ligorna spelade om mästerskapstiteln. Uefa gav slutspelet officiell status och redan 1998 deltog bosnisk-hercegoviska lag i europeiska cuper. Serberna valde dock att fortfarande stå utanför och spela sin egen liga. 
Inför säsongen 2000/2001 nådde man till slut ett genombrott då bosniakiska och kroatiska klubbar gick samman och började spela i en gemensam liga (Premijer Liga) istället för att varje år organisera ett slutspel, det tog inte lång tid innan även de bosnienserbiska lagen gick med i den nya ligan. Premijer Liga Bosne i Hercegovine med lag från hela landet har spelats sedan säsongen 2002/2003 och omfattar i dag 12 lag.

## Klubbar 2019/2020
| Klubb               | Tränare            | Stad           |
| ------------------- | ------------------ | -------------- |
| FK Borac Banja Luka | Branislav Krunić   | Banja Luka     |
| NK Čelik            | Ümit Özat          | Zenica         |
| FK Mladost          | Fahrudin Šolbić    | Doboj (Kakanj) |
| FK Radnik           | Slobodan Starčević | Bijeljina      |
| FK Sarajevo         | Husref Musemić     | Sarajevo       |
| FK Sloboda          | Gradimir Crnogorac | Tuzla          |
| NK Široki Brijeg    | Toni Karačić       | Široki Brijeg  |
| FK Tuzla City       | Elvir Baljić       | Tuzla          |
| FK Velež Mostar     | Feđa Dudić         | Mostar         |
| HŠK Zrinjski        | Mladen Žižović     | Mostar         |
| FK Zvijezda 09      | Adnan Zildžović    | Dvorovi        |
| FK Željezničar      | Amar Osim          | Sarajevo       |

## Mästare
| Säsong  | Premijer Liga           | Cupen                   |
| ------- | ----------------------- | ----------------------- |
| 1997–98 | FK Željezničar Sarajevo | FK Sarajevo             |
| 1998–99 | FK Sarajevo             | NK Bosna Visoko         |
| 1999–00 | NK Brotnjo Čitluk       | FK Željezničar Sarajevo |
| 2000–01 | FK Željezničar Sarajevo | FK Željezničar Sarajevo |
| 2001–02 | FK Željezničar Sarajevo | FK Sarajevo             |
| 2002–03 | FK Leotar Trebinje      | FK Željezničar Sarajevo |
| 2003–04 | NK Široki Brijeg        | FK Modriča              |
| 2004–05 | HŠK Zrinjski Mostar     | FK Sarajevo             |
| 2005–06 | NK Široki Brijeg        | HNK Orašje              |
| 2006–07 | FK Sarajevo             | NK Široki Brijeg        |
| 2007–08 | FK Modriča              | HŠK Zrinjski Mostar     |
| 2008–09 | HŠK Zrinjski Mostar     | FK Slavija Sarajevo     |
| 2009–10 | FK Željezničar Sarajevo | FK Borac Banja Luka     |
| 2010–11 | FK Borac Banja Luka     | FK Željezničar Sarajevo |
| 2011–12 | FK Željezničar Sarajevo | FK Željezničar Sarajevo |
| 2012–13 | FK Željezničar Sarajevo | NK Široki Brijeg        |
| 2013–14 | HŠK Zrinjski Mostar     | FK Sarajevo             |
| 2014–15 | FK Sarajevo             | FK Olimpic              |
| 2015–16 | HŠK Zrinjski Mostar     | FK Radnik Bijeljina     |
| 2016–17 | HŠK Zrinjski Mostar     | NK Široki Brijeg        |
| 2017–18 | HŠK Zrinjski Mostar     | FK Željezničar Sarajevo |
| 2018–19 | FK Sarajevo             | FK Sarajevo             |
| 2019-20 | FK Sarajevo             | – (Coronaviruspandemin) |
| 2020-21 | FK Borac                | FK Sarajevo             |